# Горизонты: Часть третья
«Горизонты: Часть третья» (англ. Horizon: An American Saga – Chapter 3) — будущий фильм в жанре вестерн американского режиссёра Кевина Костнера, часть франшизы. Главные роли в картине играют сам Костнер, Сиенна Миллер, Сэм Уортингтон. Работа над фильмом началась в 2024 году.

## Сюжет
Действие фильма происходит на американском Западе во второй половине XIX века. Его герои — переселенцы, которые ищут новые земли и борются с индейцами.

## В ролях
- Кевин Костнер — Хейз Эллисон
- Сиенна Миллер — Фрэнсис Киттредж
- Сэм Уортингтон — Трент Гефардт
- Люк Уилсон — Мэтью Ван Вейден
- Изабель Фурман — Дайамонд Киттредж

## Создание
В январе 2022 года стало известно, что Кевин Костнер начал работу над эпической картиной об освоении американского Запада. Он стал режиссёром, исполнителем главной роли и продюсером через свою компанию Territory Pictures. В апреле 2022 года к проекту присоединились студии Warner Bros. и New Line. Сценарий фильма, получившего название «Горизонты», написали Костнер и Джон Бейрд. В процессе фильм превратился в франшизу. Первая часть вышла на экраны 28 июня 2024 года, премьера второй состоится в августе 2024 года на 81-м Венецианском кинофестивале. Съёмки третьей части должны были начаться в 2023 году, но их отложили из-за забастовок сценаристов и актёров. Съёмочный процесс начался 13 мая 2024 года в Юте.